# Když si Chuck bral Larryho
Když si Chuck bral Larryho (v anglickém originále I Now Pronounce You Chuck & Larry) je americká filmová komedie z roku 2007. Jejím režisérem byl Dennis Dugan a na scénáři se podíleli Barry Fanaro, Alexander Payne a Jim Taylor. Hlavní role ve filmu ztvárnili Adam Sandler (Chuck) a Kevin James (Larry). V dalších rolích se představili Steve Buscemi, Ving Rhames, Jessica Bielová a další. 
Hudbu k filmu složil Rupert Gregson-Williams. Snímek získal celkem devět nominací na anticenu Zlatá malina, ale ani jednu nezískal.